# (13424) Margalida
(13424) Margalida (1999 VD24) – planetoida z pasa głównego asteroid okrążająca Słońce w ciągu 4,01 lat w średniej odległości 2,52 j.a. Odkryta 8 listopada 1999 roku.